# Hamptons

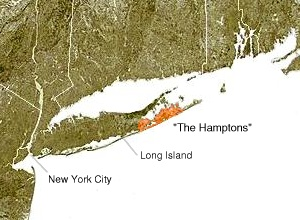
The Hamptons, shown highlighted

Hamptons se referă la orașelele Southampton și East Hampton din South Fork, Suffolk County, New York din capătul estic al Long Island, în Suffolk County, New York.
Este o foarte celebră colonie de vară. Anumite părți ale Hamptons sunt cunoscute ca fiind locul preferat al oamenilor înstăriți și frecventat de locuitorii New York City mai ales în timpul verii ca loc de petrecere al sfârșiturilor de săptămână.  
Cu trenul, se poate ajunge în aproximativ o oră (vezi Programul căilor ferate din Long Island de la Westhampton la Montauk). 

## De la vest la est
Orașul Southampton include și următoarele subdiviziuni politice:
- Westhampton
- Westhampton Beach (sat)
- West Hampton Dunes
- Quogue
- East Quogue
- Hampton Bays
- Southampton (sat)
- North Sea
- Sag Harbor (sat, împărțit cu East Hampton)
- Water Mill
- Bridgehampton
- Sagaponack

Orașul East Hampton include și satele:
- Wainscott
- East Hampton (sat)
- Springs
- Sag Harbor (sat, împărțit cu Southampton)
- Amagansett
- Napeague
- Montauk

## Rezidenți cunoscuți
- Alec Baldwin
- Ellen Barkin și soțul său Ron Perelman
- Christie Brinkley and husband Peter Cook
- Sean Combs
- Katie Couric
- Rudy Giuliani
- The Hilton Family
- Billy Joel
- Calvin Klein
- Kelly Klein
- Ralph Lauren
- Peter Matthiessen
- Sarah Jessica Parker și soțul său Matthew Broderick
- Itzhak Perlman
- Ira Rennert
- Kelly Ripa
- Roy Scheider
- Tommy Hilfiger
- Mike Hopkins
- Caroline Kennedy Schlossberg
- Jerry Seinfeld
- Russell Simmons
- Kimora Lee Simmons
- Steven Spielberg și soția sa Kate Capshaw
- Howard Stern
- Martha Stewart
- Kurt Vonnegut
- Roger Waters
- Renée Zellweger

## Hamptons în literatură

### Cărți
- Philistines at the Hedgerow: Passion and Property in The Hamptons de Steven Gaines
- De Kooning's Bicycle: Artists and Writers in the Hamptons de Robert Long

### Poezii
- "Lost in Translation" de James Merrill

## Episodul dinSeinfeld
"The Hamptons" este numele episodului din 1994 al sitcom-ului NBC Seinfeld. Episodul, care se desfășoară în the Hamptons, este foarte cunoscut pentru indroducerea în limbajul de argou a termenului "shrinkage" -- care face referire la micșorarea mărimii penisului din cauza temperaturii scăzute -- în lexiconul culturii pop.